# Cyrtopogon centralis
Cyrtopogon centralis är en tvåvingeart som beskrevs av Friedrich Hermann Loew 1871. Cyrtopogon centralis ingår i släktet Cyrtopogon och familjen rovflugor. Inga underarter finns listade i Catalogue of Life.